# Airbus Defence and Space
Airbus Defence and Space este o divizie a Airbus responsabilă de produse și servicii de apărare și aerospațiale. Divizia a fost înființată în ianuarie 2014 în timpul restructurării corporative a European Aeronautic Defence and Space (EADS) și cuprinde fostele divizii Airbus Military, Astrium și Cassidian. Este a doua companie spațială ca mărime din lume după Boeing și una dintre primele zece companii de apărare din lume.
Compania are patru linii de programe: Avioane militare, Sisteme spațiale, Comunicare-Inteligență-Securitate și Sisteme aeriene fără pilot. Cu prezența sa în 35 de țări, compania are 40.000 de angajați din 86 de naționalități și contribuie cu 21% la veniturile Airbus.